# Ian McCulloch (snookerzysta)
Ian McCulloch (ur. 28 lipca 1971) – angielski snookerzysta.
W gronie snookerzystów profesjonalnych występuje od 1992. Plasuje się na 85. miejscu pod względem zdobytych setek w profesjonalnych turniejach, ma ich łącznie 105.
Do jego największych osiągnięć należy finał turnieju rankingowego British Open w 2002; pokonał wówczas m.in. Graeme Dotta, Stephena Maguire’a, Johna Higginsa i Marka Williamsa, ale w finale uległ zdecydowanie Paulowi Hunterowi 4:9. W 2004 dotarł do ćwierćfinału mistrzostw świata w Sheffield – pokonał Petera Ebdona i Alana McManusa, przegrał z utytułowanym Stephenem Hendrym. Do kolejnych mistrzostw świata w 2005 przystąpił z najwyższą w karierze pozycją w rankingu światowym – nr 16; dotarł do półfinału, wygrał m.in. z Williamsem i McManusem, przegrał z Walijczykiem Matthew Stevensem.
Do końca sezonu 2009/2010 na swoim koncie zapisał 93 breaki stupunktowe.